# استخبارات السوق
التحري السوقي أو التسويقي هي معلومات ذات صلة بأسواق الشركة، جُمعت وحُللت خصيصًا لغرض اتخاذ قرار دقيق ومتحقق منه لتحديد فرصة السوق، وإستراتيجية اختراق السوق، ومقاييس تطوير السوق.
تشير استخبارات الأعمال إلى المهارات، والعمليات، والتقنيات، والتطبيقات، والممارسات المستخدمة لدعم اتخاذ القرار. تهدف استخبارات الأعمال في كثير من الأحيان إلى دعم اتخاذ قرارات أفضل للأعمال وبالتالي يمكن تعريفها كنظام لدعم القرار.
تتضمن استخبارات الأعمال جمع البيانات من البيئة الخارجية للشركة، في حين تعتمد عملية استخبارات الأعمال في المقام الأول على الأحداث الداخلية المسجلة - مثل المبيعات، والشحنات، والمشتريات. والغرض من دمج معلومات السوق أو الاستخبارات في عملية استخبارات الأعمال هو تزويد صانعي القرار بـ «صورة كاملة» عن أداء الشركة المستمر في مجموعة معينة من أحوال السوق.
لدعم إستراتيجية الشركة واتخاذ القرار المستمر، يشمل نظام استخبارات الأعمال تقريبًا معالج استخلاص، وتحويل وتحميل (إي تي إل)، ومستودع بيانات ومجموعة من أدوات تقديم التقارير. يتم استخراج، وتحويل البيانات من مصادر بيانات الشركة القائمة ثم يتم تحميلها في مستودع بيانات. ومن هنا يتم تحليل البيانات وسحبها في نظم الإبلاغ المختلفة. ويتم إدخال معلومات السوق من البيئة الخارجية إلى وحدة معالجة تحليلية، والتي يمكن أن تكون داخل أو خارج أداة استخبارات الأعمال.
ولدينا إعدادان مختلفان لسحب استخبارات السوق الخارجية إلى نظام استخبارات الأعمال. وبشكل خارجي عن البرنامج، تعتبر معلومات السوق جزءًا من بيئة نظام المصدر؛ حيث يمكن أن يكون قد تم تحليلها بالفعل في قاعدة بيانات معاملات منفصلة ثم اُستخرجت، وتحوّلت وحُمّلت في مستودع البيانات أو في سوق بيانات منفصل لإدخالها في «غرفة الاستقبال».
وبدلاً من ذلك، وربما بطريقةٍ أكثر منطقية، من خلال نظام استخبارات الأعمال، يمكن لمعلومات السوق أن تُغذي (الإي تي إل) بصورةٍ غير محللة وبانتظام بحيث يتم إدخالها مباشرةً إلى مستودع البيانات، أو سوق البيانات، حيث يمكن في النهاية أن تُحلل وتُسجل في «غرفة الاستقبال».
وأحد التحديات (سؤال مفتوح) هو تحديد مدى تحليل أو معالجة بيانات السوق في قاعدة بيانات المعاملات، قبل إدخالها في مستودع البيانات وتحليلها مرة أخرى في النهاية في غرفة الاستقبال.

## الخلفية والتطور
تم تقديم استخبارات التسويق (MI) ومصطلحها الأشمل الاستخبارات التسويقية لأول مرة في مقال "استخبارات التسويق للإدارة العليا" من قبل كيلي (Kelley)، بهدف توفير معلومات تم تحليلها، موثوقة ومتسقة، تساعد المؤسسات على وضع السياسات واتخاذ قرارات تجارية أفضل.
وفيما بعد، أوضح الباحث ر. بينكرتون (R. Pinkerton) في مقال "كيف تطور نظام استخبارات تسويقي" مدى استباقية المؤسسات في تطبيق أنظمة استخبارات التسويق، خاصةً مع ظهور الثورة التكنولوجية.
من بين الجهات التي ساهمت في تطوير استخبارات التسويق، تأتي منظمات مهنية مثل "التحالف العالمي للاستخبارات (Global Intelligence Alliance)" و "جمعية محترفي الاستخبارات التنافسية (SCIP)"، حيث قدمت هذه الهيئات أبحاث نظرية وتطبيقية تهدف إلى توضيح المفهوم وتطويره بشكل أفضل.
وحيث أن أغلب الأبحاث المتعلقة باستخبارات التسويق جاءت من باحثين وأطراف نتعدةة التخصصات، فقد أدى ذلك إلى حالة من تشظي الأبحاث وتباينها. ونتيجة لذلك، في الغالب يتم استخدام مصطلح MI مع مصطلحات أخرى مثل الاستخبارات التنافسية، واستخبارات الأعمال، والاستخبارات الاستراتيجية. ولا يزال مصطلح MI حتى يومنا هذا في حالة تطور مستمر، بما يتماشى مع المتطلبات المتغيرة للمؤسسات، وحاليا يتم أيضا استخدام الاستخبارات مفتوحة المصدر كطريقة لجمع المعلومات التسويقية والتحليلية.